# Joe Shaw
Joseph Ebenezer Shaw (Bury, 7 maggio 1883 – Londra, 1º settembre 1963) è stato un calciatore e allenatore di calcio inglese, di ruolo difensore.

## Palmarès

### Allenatore

#### Competizioni nazionali
- Campionato inglese: 1

Arsenal: 1933-1934